# Nouveau Parti démocratique
Pour les articles homonymes, voir Nouveau Parti démocratique (homonymie) et NPD.
Le Nouveau Parti démocratique (abrégé en NPD ; en anglais : New Democratic Party, abrégé en NDP) est un parti politique fédéral canadien.
Fondé en 1961 par le Parti social démocratique et le Congrès du travail du Canada, le NPD est de tendance social-démocrate.
Constamment troisième ou quatrième parti à la Chambre des communes de 1961 à 2011, le Nouveau Parti démocratique réussit en 2011 une percée et forme l'opposition officielle jusqu'en 2015. Son dernier chef est Jagmeet Singh de la course à la direction de 2017 jusqu'à Élections fédérales canadiennes de 2025 .

## Idéologie et politiques
Le NPD a succédé en 1961 au Parti social démocratique du Canada (PSD), un parti fondé en 1932 dans l'Ouest canadien par des groupes socialistes, agrariens, mutualistes et syndicaux au sein duquel étaient présents des mouvements de la gauche chrétienne et de l'évangile social. Dans ses statuts actuels, le NPD se réclame des « traditions sociales-démocrates et socialistes démocratiques » et des « mouvements agricole, ouvrier, coopératif, féministe, environnementaliste, des Premières Nations, métis et inuits, et de défense des droits de la personne ».
Économiquement, le NPD se déclare en faveur d'une « économie réglementée » et défend les politiques de sécurité sociale, notamment l'assurance maladie, la sécurité de la vieillesse ou l'assurance-emploi et propose un programme fédéral de garderie d'enfants,. Dans les années récentes, le NPD s'est également positionné dans des questions de consommations, notamment sur les questions de frais bancaires.
Alors que le PSD soutenait un gouvernement fédéral fort, le NPD est plus réceptif à l'autonomie des provinces. Sur la question du statut du Québec, le NPD est fédéraliste mais a reconnu dès 2004 l'existence d'une « nation québécoise ». Dans la déclaration de Sherbrooke de 2005, le NPD se prononce en faveur d'un fédéralisme asymétrique qui permettrait à la province de Québec de disposer de plus de pouvoirs.
Le NPD est en faveur de l'abolition du Sénat, qu'il considère comme une « institution antidémocratique », et est en faveur d'une réforme du mode de scrutin de la Chambre des communes.
Sur les questions internationales, le NPD est plutôt pacifiste et s'oppose régulièrement à l'engagement de troupes canadiennes à l'étranger. Le NPD critique l'alignement militaire ou politique du Canada sur les États-Unis.
Le NPD compte ou a compté en son sein plusieurs courants d'extrême-gauche comme le Waffle (années 1970), le Left Caucus (années 1980 et 1990) ou le Caucus socialiste.
Adoptée en 2005, la politique officielle du NPD en ce qui concerne la souveraineté du Québec, contenue dans la Déclaration de Sherbrooke, est que le Québec a le droit de se réaliser dans un vote de 50 % des voix plus 1.
Après la vague orange de 2011, le NPD a présenté la souveraineté comme une réalité politique tangible face à l'importance de sa députation au Québec.

## Organisation

### Membres
Le NPD compte deux types de membres : les membres individuels et les membres affiliés.
Les membres individuels sont les personnes qui adhèrent directement au parti. Ils appartiennent dans chaque circonscription fédérale à une association de circonscription.
Les membres affiliés sont des organisations (généralement les syndicats) qui adhèrent au NPD. Jusqu'en 2006, les syndicats affiliés disposaient de 25 % des voix lors de l'élection du chef du parti, mais ce vote pondéré a été supprimé au profit du principe « un membre, une voix ».

### Congrès et chef
Le NPD organise un congrès tous les deux ans. Les associations de circonscription et les membres affiliés sont représentés au congrès, qui est chargé d'adopter les politiques et d'élire les principaux dirigeants du parti : le président, deux vice-présidents (dont l'un est issu du mouvement syndical) et le trésorier.
Le chef du NPD est élu en cas de vacance par l'ensemble des membres du parti. À chaque congrès, un vote de confiance a lieu : si le chef n'a pas la confiance des délégués du congrès, une course à la chefferie est organisée dans l'année qui suit.

### Partis provinciaux

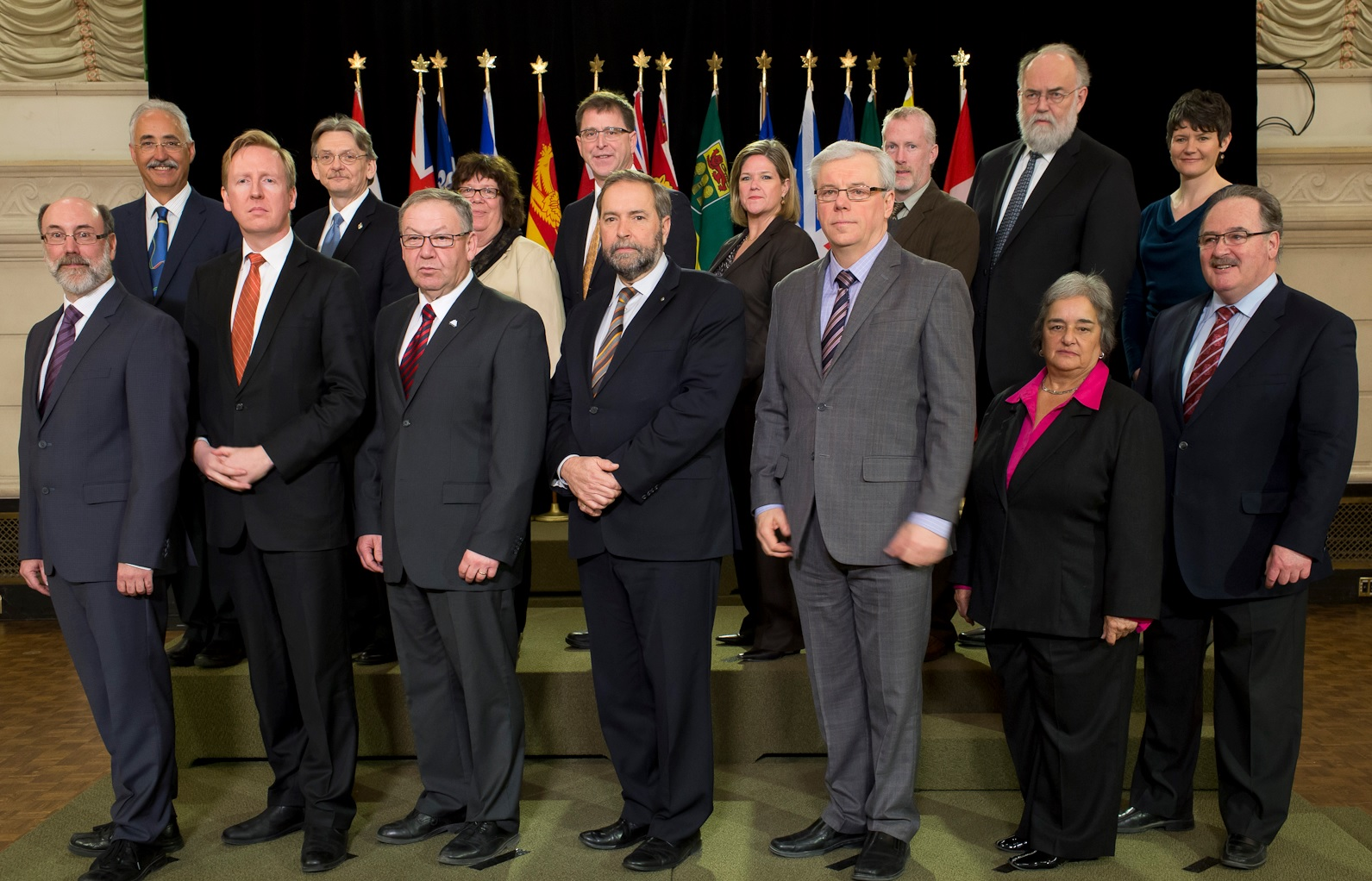
Les chefs des NPD provinciaux et Thomas Mulcair en 2013.

À la différence des autres partis canadiens, le NPD intègre automatiquement les branches provinciales au parti fédéral : une personne qui adhère au NPD de sa province, adhère en même temps au NPD fédéral. Il y a un parti dans chaque province et territoire, à l'exception du Nunavut et des Territoires du Nord-Ouest (qui pratiquent un gouvernement de consensus) et du Québec, où le Nouveau Parti démocratique du Québec (NPDQ) et le NPD ont décidé en 1989 de rompre leurs liens après que la branche provinciale a pris des positions souverainistes à l'occasion de l'élection de 1985. Thomas Mulcair a lancé en 2012 l'idée d'un nouveau NPD-Québec provincial fédéraliste, mais cette idée n'a pas été pour l'heure mise en application. En revanche, a été fondé en 2014 le Nouveau Parti démocratique du Québec, mais qui est sans lien avec le NPD du Canada ; il est dirigé depuis 2018 par Raphaël Fortin.

NPD Nouveau-Brunswick
NPD Yukon
NPD Nouvelle-Écosse
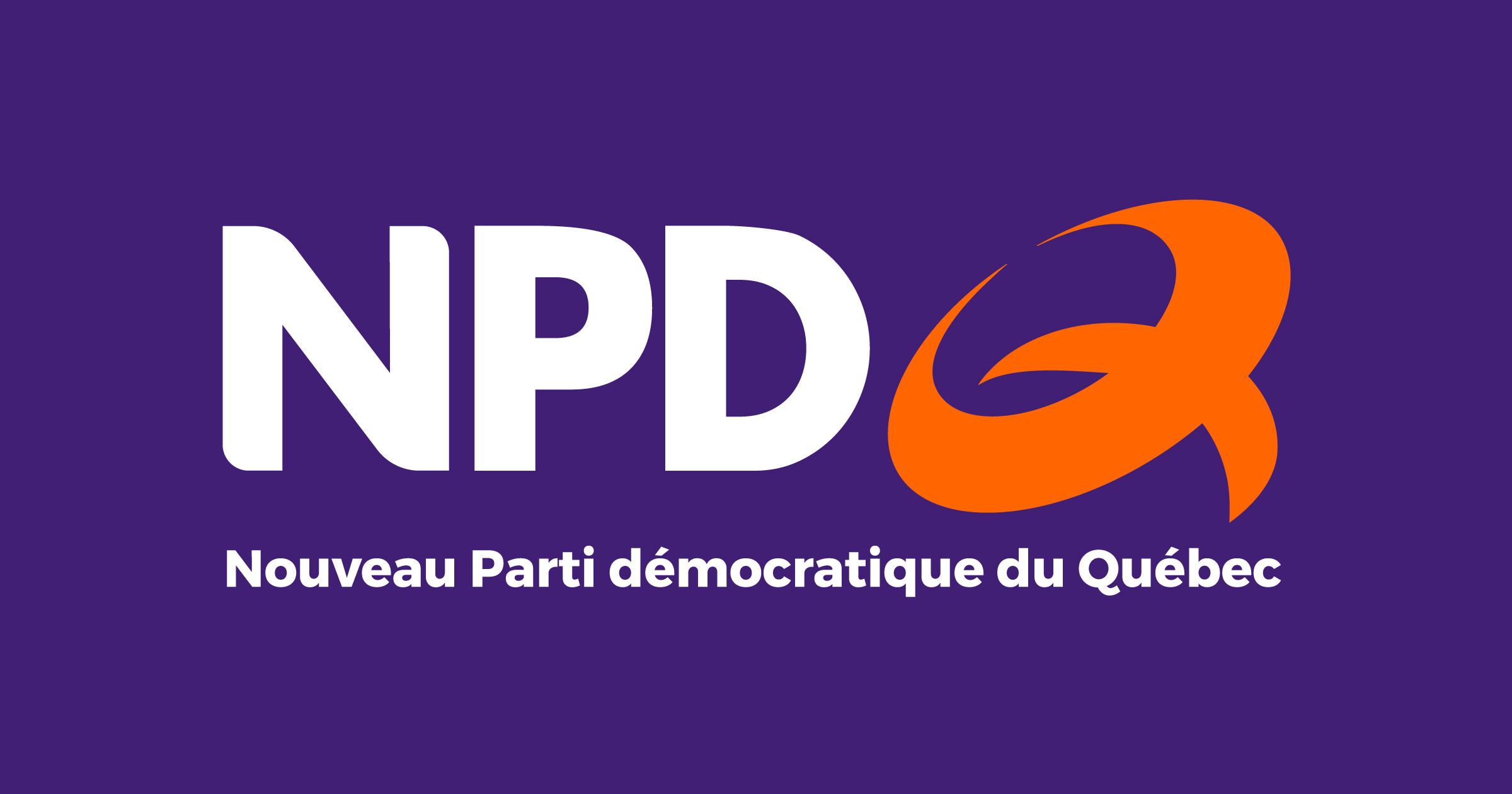
Nouveau Parti démocratique du Québec

## Histoire

L'ancien parti politique canadien appelé Parti social démocratique du Canada a participé à la fondation du NPD.

### 1961: fondation
En 1956, le Congrès du travail du Canada (CTC) est fondé par la fusion du Congrès des métiers et du travail du Canada et du Congrès canadien du travail. Des discussions s'engagent avec le Parti social démocratique (PSD) afin d'engager une alliance entre le mouvement syndical et la gauche politique canadienne. En 1958, est créé un comité conjoint PSD-CTC, le Comité national pour le Nouveau Parti, qui travaille pendant trois ans à la création de nombreux clubs à travers le pays afin de permettre aux Canadiens intéressés de participer au processus.
Le 3 août 1961, le parti voit officiellement le jour lors du congrès de fondation d'Ottawa. Les délégués adoptent le nom de « Nouveau Parti démocratique » et élisent Tommy Douglas, premier ministre de la Saskatchewan, comme premier chef face à Hazen Argue.

### 1961-1971: Tommy Douglas

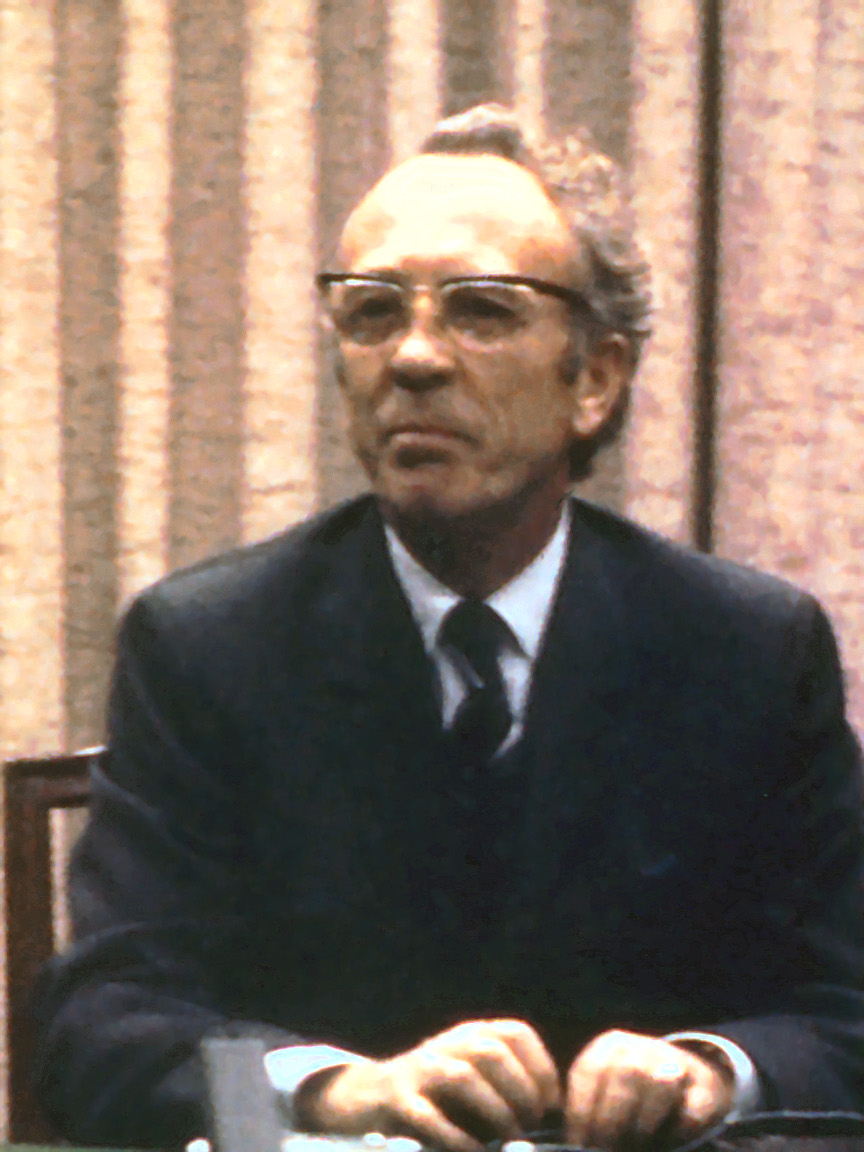
Tommy Douglas en 1971.

En 1963, lors des premières élections fédérales depuis la fondation du nouveau parti, le NPD obtient 13,6 % des voix et 19 sièges, soit 11 de plus que le PSD en 1958. Les années suivantes, Tommy Douglas est un personnage politique très respecté et le NPD réussit mieux aux élections que le PSD qu'il remplace, sans toutefois réussir la percée espérée à sa fondation.
En 1970, au moment de la Crise d'Octobre, Tommy Douglas et David Lewis conduisent 16 des 20 membres du caucus NPD à refuser le vote des mesures de guerre. Ils sont très critiqués à l'époque mais, quelques années plus tard, d'autres députés tels que Robert Stanfield avouent qu'ils admirent ce geste qu'ils n'avaient pas eu le courage de faire.

### 1971-1975: David Lewis
Après la démission de Tommy Douglas, le congrès de 1971 est une affaire difficile. Un groupe de militants appelé The Waffle propose de nombreuses résolutions controversées, notamment pour la nationalisation de toutes les industries de ressources naturelles ou en soutien à la souveraineté du Québec. Les délégués des syndicats s'opposent à ces résolutions et les propositions du Waffle sont défaites, mais il faut quatre tours de scrutin pour que David Lewis soit élu chef face au candidat du Waffle. Dans les années qui suivent, le chef du NPD Ontario Stephen Lewis, le fils de David, démantèle le courant Waffle.
Aux élections de 1972, le NPD réussit à faire élire 31 députés dans un parlement minoritaire. Le NPD soutient de l'extérieur le gouvernement libéral de Pierre Elliott Trudeau en échange de l'application de certaines propositions comme la création de Petro-Canada comme société de la Couronne.
Toutefois, aux élections de 1974, les libéraux obtiennent une majorité et le NPD est réduit à 16 sièges. David Lewis démissionne.

Logo du NPD dans les années 1980.

### 1975-1989: Ed Broadbent

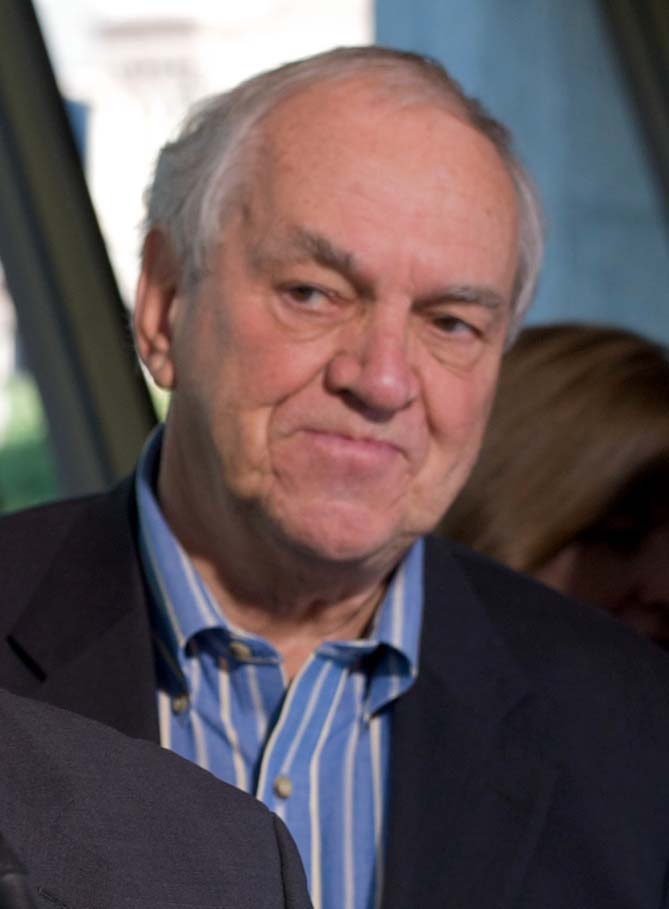
Ed Broadbent.

En 1975, Ed Broadbent devient chef du NPD.
En 1979, le parti obtient 26 sièges et, en 1980, il joue un rôle critique dans la chute du gouvernement minoritaire de Joe Clark en déposant la motion de défiance. Aux élections qui suivent, le NPD gagne six sièges de plus.
En 1984, les libéraux subissent une très lourde défaite alors que les progressistes-conservateurs prennent le pouvoir. Le NPD obtient alors 30 sièges, soit à peine dix de moins que le Parti libéral. Les néo-démocrates sont populaires dans les années qui suivent : Broadbent passe régulièrement devant le libéral John Turner dans les sondages et, le 20 juillet 1987, le parti remporte trois élections partielles à Terre-Neuve, en Ontario et au Yukon.
Aux élections fédérales de 1988, le NPD fait élire 43 députés, ce qui ne s'était jamais vu. Toutefois, les libéraux capitalisent sur leur opposition au libre-échange et le NPD est largement troisième alors que la division des votes de gauche permet au conservateur Brian Mulroney de rester en poste avec une majorité.
En 1989, Ed Broadbent démissionne de la direction du NPD après 14 années à sa tête.

### 1989-2003: Audrey McLaughlin et Alexa McDonough
|                                       |  |  |
| Audrey McLaughlin et Alexa McDonough. |  |  |

Lors de la course à la direction de 1989, l'ancien premier ministre de la Colombie-Britannique Dave Barrett et la députée du Yukon Audrey McLaughlin sont les principaux prétendants. Barrett soutient que le NPD doit se concentrer sur l'Ouest canadien mais la branche québécoise du parti s'oppose à sa candidature. C'est finalement McLaughlin qui l'emporte au quatrième tour de scrutin : elle devient ainsi la première femme chef d'un grand parti canadien.
Bénéficiant du soutien des syndicats et des votes ruraux dans les Prairies, Audrey McLaughlin tente de gagner du soutien au Québec, mais sans grand succès. Si le NPD remporte pour la première fois une élection partielle et fait élire Phil Edmonston à Chambly en 1990, il perd en 1989 son aile québécoise qui préfère rompre avec le NPD fédéral afin d'adopter une plate-forme souverainiste.
À la surprise générale, le NPD remporte les élections provinciales de 1990 en Ontario et Bob Rae devient premier ministre de l'Ontario. En 1992, le NPD soutient l'Accord de Charlottetown au référendum.
En 1993, le NPD est décimé : il passe de 43 à seulement neuf sièges. Le parti paye l'impopularité des gouvernements provinciaux de Bob Rae en Ontario et Mike Harcourt en Colombie-Britannique, tandis que dans l'Ouest, une partie de ses électeurs se retrouve dans le discours populiste du Parti réformiste.
Le 18 avril 1994, McLaughlin annonce son intention de démissionner.
Pour la course à la direction de 1995, le NPD organise une série de primaires régionales. Arrivée troisième lors de ces primaires, Alexa McDonough crée la surprise lors du congrès en se positionnant deuxième derrière Svend Robinson. Sachant que la majorité des délégués du candidat éliminé Lorne Nystrom allait soutenir McDonough, Robinson se retire et lui apporte son soutien avant qu'un second tour ait lieu.
En 1997, le NPD fait élire 21 députés, notamment grâce à une percée au Canada Atlantique où est élue Alexa McDonough. Toutefois, McDonough est perçue comme voulant réorienter le parti vers le centre, à l'image de la Troisième Voie du Parti travailliste britannique, ce qui lui fait perdre des soutiens, notamment auprès des syndicats de l'automobile. En 2000, le NPD fait campagne sur l'assurance-maladie mais perd encore des soutiens et termine avec seulement 13 sièges.

### 2003-2015: Jack Layton et Thomas Mulcair

#### Parlements minoritaires

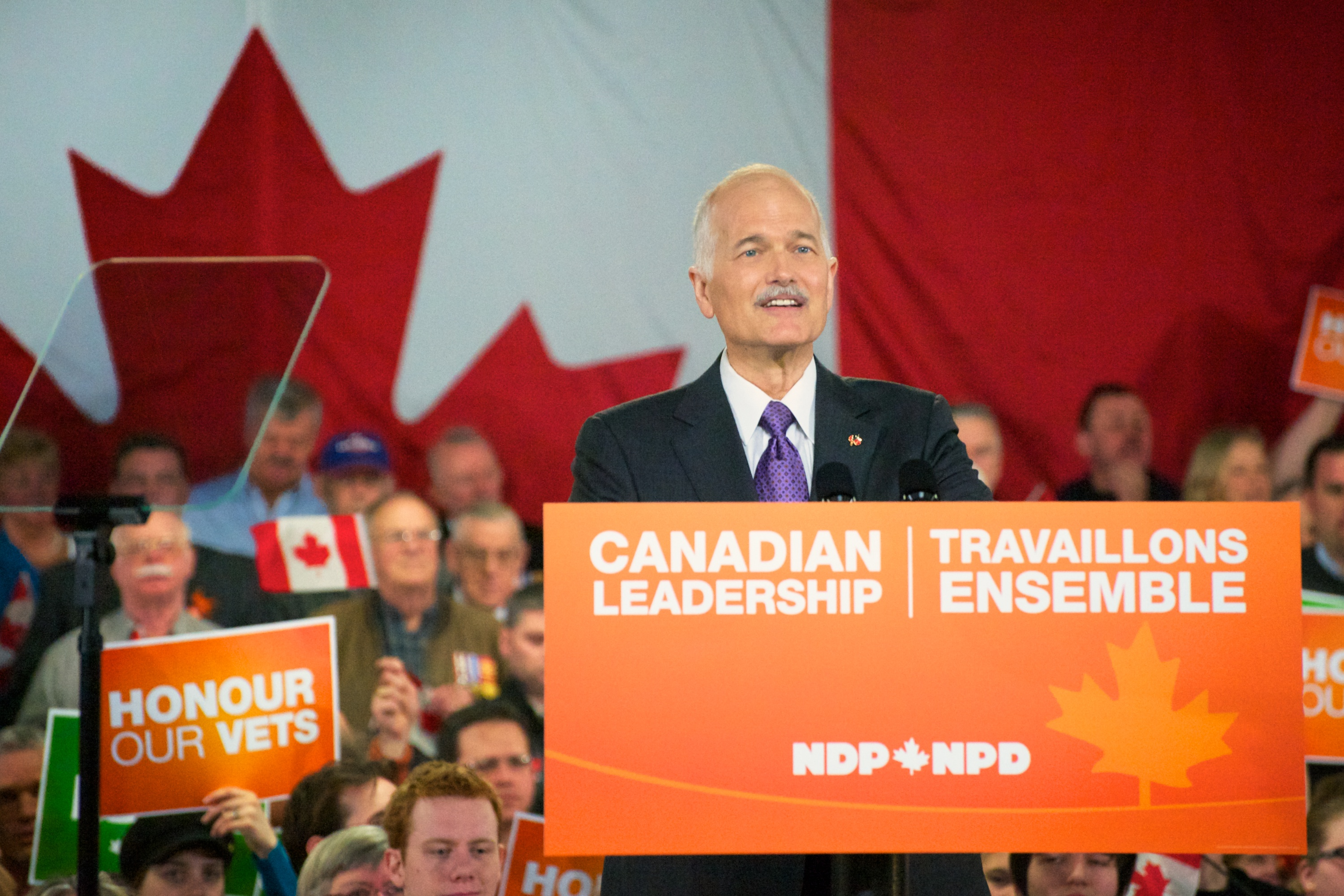
Jack Layton lors de la campagne de 2011.

En 2003, après la démission d'Alexa McDonough, Jack Layton est élu chef du parti dès le premier tour. Conseiller municipal de Toronto, il refuse de contester un siège lors d'une élection partielle et nomme Bill Blaikie, son principal adversaire lors de la course à la chefferie, comme chef adjoint et leader parlementaire du NPD.
En 2004, le NPD remporte 15 % des voix (+ 7 points) mais ne gagne que cinq sièges supplémentaires. Toutefois, les libéraux de Paul Martin sont réduits à un gouvernement minoritaire et le NPD utilise sa position pour profondément amender le budget de 2005 et y faire introduire des dépenses en faveur du logement, de l'éducation, de l'environnement et annuler les baisses d'impôts aux grosses entreprises.
À la suite du scandale des commandites et du rapport de la commission Gomery, le NPD retire son soutien au gouvernement Martin. Lors des élections de 2006, le NPD gagne 10 sièges supplémentaires avec 29 députés et un gouvernement conservateur minoritaire est élu avec Stephen Harper. Le NPD vote certains textes, comme la loi sur l'imputabilité, mais est le seul parti d'opposition à refuser tous les votes de confiance.
En 2007, Thomas Mulcair gagne une élection partielle à Outremont. Le NPD garde ce siège lors des élections fédérales de 2008 : c'est la première fois que le NPD obtient un siège au Québec lors d'une élection générale. À cette même élection, le NPD obtient 37 députés, soit son meilleur score depuis la percée de 1988.
Six semaines après les élections, le gouvernement minoritaire de Stephen Harper propose une série de mesures controversées comme l'abolition du droit de grève des fonctionnaires et la fin du financement public des partis politiques. Cette annonce provoque une crise politique majeure : le 1er décembre 2008, Stéphane Dion du Parti libéral du Canada et Jack Layton annoncent vouloir renverser le gouvernement et former un gouvernement de coalition avec le soutien extérieur du Bloc québécois. Le 4 décembre, Harper évite un vote de confiance en faisant proroger le Parlement.
Le 5 février 2010, Jack Layton annonce souffrir d'un cancer de la prostate.

#### Opposition officielle (vague orange)

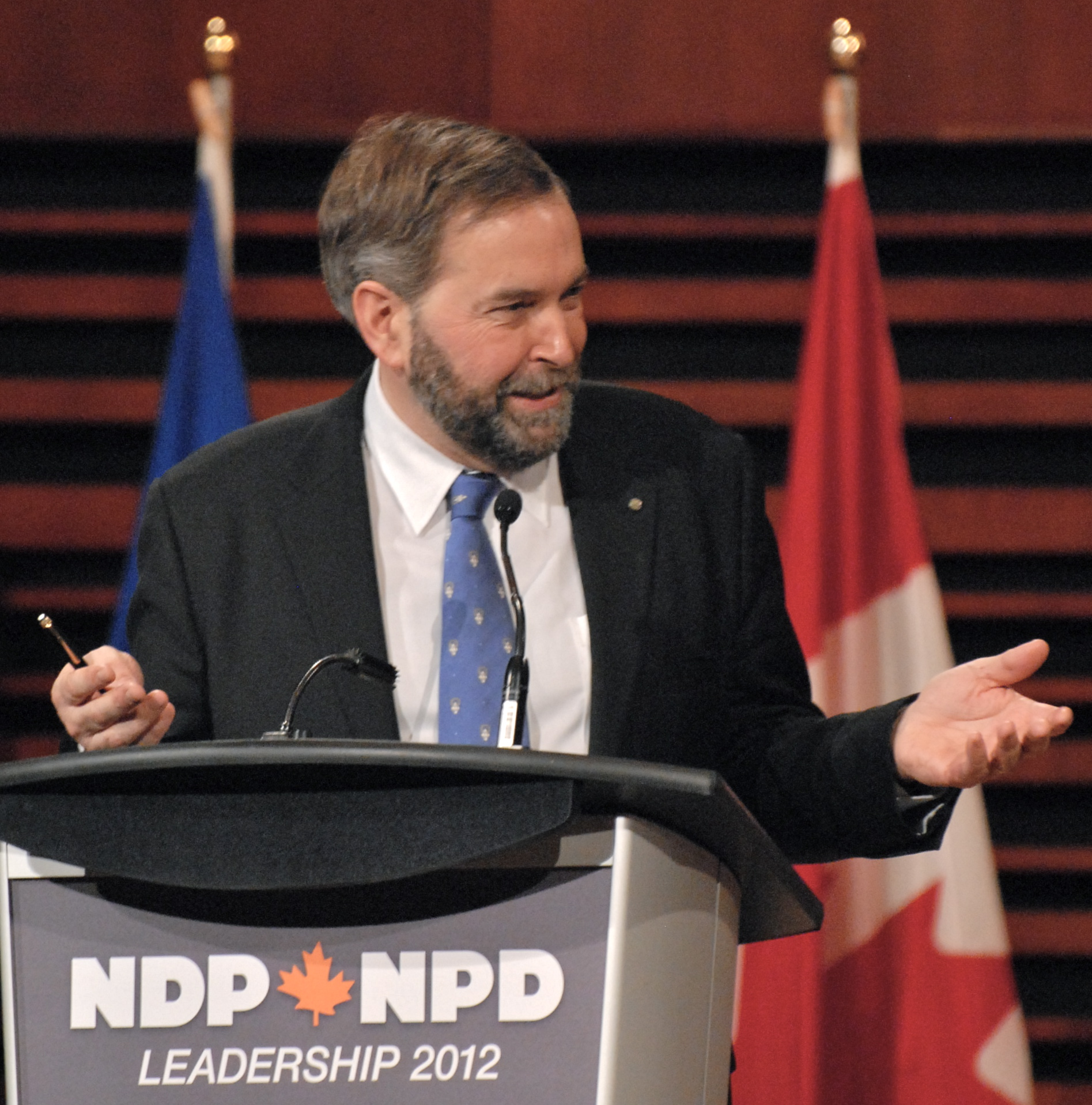
Thomas Mulcair en 2012.

En mars 2011, les partis d'opposition votent une motion de défiance envers le gouvernement Harper et des élections sont déclenchées. Après un début jugé en demi-teinte, la performance de Jack Layton dans les débats des chefs permet au NPD de connaitre une forte hausse dans les sondages, d'abord au Québec puis dans le reste du pays. Au soir du scrutin, le NPD réussit à remporter 103 sièges, soit 67 de plus qu'à la précédente élection et repoussant les libéraux en troisième avec 34 sièges. Le NPD obtient 59 sièges au Québec, écrasant le Bloc québécois qui ne recueille que quatre sièges. Pour la première fois de son histoire, le NPD devient l'opposition officielle à la Chambre des communes.

Cette carte des résultats de l'élection canadienne de 2011 illustre bien l'importance du Québec dans la vague orange.

En grande partie, le vote de mécontentement des québécois envers le gouvernement de Stephen Harper et des québécois insatisfaits du Bloc québécois est à l'origine de l'immense succès du NPD lors des élections de 2011. En effet, le Québec fournit à cette occasion 60 % de la députation du NPD, voyant en lui la meilleure alternative politique,.
Après avoir mené son parti dans les premiers mois de la session parlementaire, Jack Layton annonce qu'il quitte temporairement la tête du NPD pour combattre son cancer. Nycole Turmel assure l'intérim. Le 22 août 2011, Layton meurt de sa maladie à Toronto. Son décès provoque une forte émotion ; il se voit accorder des funérailles d'État. Dans une lettre, écrite quelques jours avant sa mort, Layton enjoint aux membres du NPD de travailler « avec une énergie et une détermination sans précédent » pour les prochaines échéances.
En mars 2012, Thomas Mulcair est élu chef du NPD, face notamment à Brian Topp.
À l'approche des élections fédérales de 2015 et après la victoire surprise du NPD aux élections provinciales albertaines de mai 2015, le NPD est régulièrement en tête des sondages au niveau fédéral, ce qui fait de ces élection les premières où le parti pourrait remporter la victoire. Mais le positionnement modéré adopté par les instances néo-démocrates, jugé trop timoré par la base électorale, permet alors au Parti libéral de se positionner comme le « vrai changement » par des propositions plus audacieuses. Concurrencé par Justin Trudeau, le NPD ne fait élire que 44 députés, ramenant le parti à la troisième position, alors que de nombreuses têtes d'affiche sont défaites.

### Depuis 2015

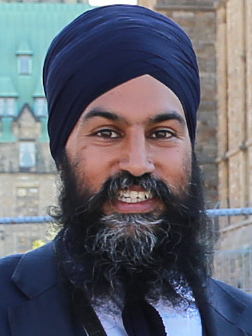
Jagmeet Singh, dirigeant du NPD de 2017 a 2025.

Malgré le très mauvais résultat des élections fédérales de 2015, Thomas Mulcair souhaite se maintenir à la tête du parti. Mais, en avril 2016, il perd le soutien du congrès du NPD. Il reste à la tête du parti en attendant la tenue de la course à la direction du parti de 2017, à l'issue de laquelle Jagmeet Singh est élu chef du NPD.
En 2025, à la suite des mauvais résultats enregistrés par le NPD aux élections fédérales, Singh annonce sa démission de la chefferie du parti

## Résultats électoraux

### Élections fédérales
|        |  |
| 13,6 % |  |
|        |  |

|          |         |
| 19 / 265 | (7,2 %) |
|          |         |

|        |  |
| 13,2 % |  |
|        |  |

|          |         |
| 17 / 265 | (6,4 %) |
|          |         |

|        |  |
| 17,9 % |  |
|        |  |

|          |         |
| 21 / 265 | (7,9 %) |
|          |         |

|        |  |
| 17,0 % |  |
|        |  |

|          |         |
| 22 / 264 | (8,3 %) |
|          |         |

|        |  |
| 17,8 % |  |
|        |  |

|          |          |
| 31 / 264 | (11,7 %) |
|          |          |

|        |  |
| 15,4 % |  |
|        |  |

|          |         |
| 16 / 264 | (6,1 %) |
|          |         |

|        |  |
| 17,9 % |  |
|        |  |

|          |         |
| 26 / 282 | (9,2 %) |
|          |         |

|        |  |
| 19,8 % |  |
|        |  |

|          |          |
| 32 / 282 | (11,3 %) |
|          |          |

|        |  |
| 18,8 % |  |
|        |  |

|          |          |
| 30 / 282 | (10,6 %) |
|          |          |

|        |  |
| 20,4 % |  |
|        |  |

|          |          |
| 43 / 295 | (14,6 %) |
|          |          |

|       |  |
| 6,9 % |  |
|       |  |

|         |         |
| 9 / 295 | (3,1 %) |
|         |         |

|        |  |
| 11,1 % |  |
|        |  |

|          |       |
| 21 / 301 | (7 %) |
|          |       |

|       |  |
| 8,5 % |  |
|       |  |

|          |         |
| 13 / 301 | (4,3 %) |
|          |         |

|        |  |
| 15,7 % |  |
|        |  |

|          |         |
| 19 / 308 | (6,2 %) |
|          |         |

|        |  |
| 17,5 % |  |
|        |  |

|          |         |
| 29 / 308 | (9,4 %) |
|          |         |

|        |  |
| 18,2 % |  |
|        |  |

|          |        |
| 37 / 308 | (12 %) |
|          |        |

|        |  |
| 30,6 % |  |
|        |  |

|           |          |
| 103 / 308 | (33,4 %) |
|           |          |

|        |  |
| 19,7 % |  |
|        |  |

|          |        |
| 44 / 338 | (13 %) |
|          |        |

|        |  |
| 15,9 % |  |
|        |  |

|          |         |
| 24 / 338 | (7,1 %) |
|          |         |

|        |  |
| 17,8 % |  |
|        |  |

|          |         |
| 25 / 338 | (7,4 %) |
|          |         |

|       |  |
| 6,3 % |  |
|       |  |

|         |       |
| 7 / 343 | (2 %) |
|         |       |

### Élections provinciales et territoriales
| Parti                   | Sièges   | Chef                                    |
| ----------------------- | -------- | --------------------------------------- |
| Alberta                 | 38 / 87  | Rachel Notley (opposition officielle)   |
| Colombie-Britannique    | 47 / 93  | David Eby (premier ministre)            |
| Île-du-Prince-Édouard   | 0 / 27   | Michelle Neill                          |
| Manitoba                | 34 / 57  | Wab Kinew (premier ministre)            |
| Nouveau-Brunswick       | 0 / 55   | Alex White                              |
| Nouvelle-Écosse         | 9 / 51   | Claudia Chender (opposition officielle) |
| Ontario                 | 31 / 124 | Marit Stiles (opposition officielle)    |
| Saskatchewan            | 27 / 61  | Carla Beck (opposition officielle)      |
| Terre-Neuve-et-Labrador | 2 / 40   | Jim Dinn                                |
| Yukon                   | 3 / 19   | Kate White                              |

## Commissions du NPD
Les commissions du NPD sont les suivantes[réf. nécessaire] :
- Les peuples autochtones
- LGBT

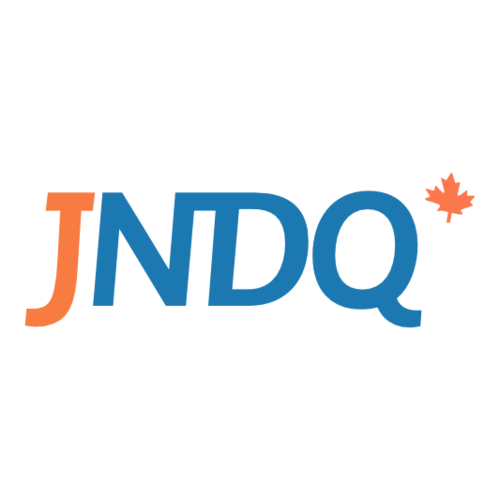
La commission jeunesse du NPD au Québec (Jeunes néo-démocrates du Québec).

- Comité des personnes en situation de handicap
- Les minorités visibles
- Les femmes
- Les jeunes

## Archives
Il y a un fonds d'archives de la Co-operative Commonwealth Federation et du Nouveau Parti démocratique à Bibliothèque et Archives Canada.